# Bundesamt für Post und Telekommunikation

Logo des ehemaligen BAPT

Das Bundesamt für Post und Telekommunikation (BAPT) mit Hauptsitz in Mainz war eine Regulierungsbehörde und Vorgänger der Regulierungsbehörde für Telekommunikation und Post (RegTP), welche 2005 durch die Bundesnetzagentur für Elektrizität, Gas, Telekommunikation, Post und Eisenbahnen (BNetzA) abgelöst wurde.

## Aufgabenbereiche
Die Aufgabe des 1990 eingerichteten Bundesamts im Geschäftsbereich des Bundesministeriums für Post und Telekommunikation mit insgesamt 55 Außenstellen in Deutschland war die Genehmigung und Lizenzierung von Funk- und Fernmeldeanlagen sowie die Aufklärung von Funkstörungen.

## Weiterentwicklung
Das BAPT wurde am 1. Januar 1998 in die Regulierungsbehörde für Post und Telekommunikation (RegTP) überführt. Der RegTP wurden am 13. Juli 2005 die Regulierung der Sektoren Strom, Gas und Eisenbahnen übertragen und eine Umbenennung in die Bundesnetzagentur fand statt.

## Auflösung
Mit der Auflösung des Bundesamtes für Post und Telekommunikation (BAPT) zum 1. Januar 1998 wurde die Zulassung und Lizenzierung von funk- und fernmeldetechnischen Geräten auf private Einrichtungen übertragen, federführend bei der Zulassung war der TÜV Süd, der einen Großteil der Aufgaben übernahm.